# 氯化三苯基锡
氯化三苯基锡（英語：Triphenyltin Chloride）是一种有机锡化合物，分子式为Sn(C6H5)3Cl。 它是一种无色的固体，易溶于有机溶剂。它能缓慢地与水反应。这种化合物的主要用途是作为杀真菌剂和防污剂。

## 危害
氯化三苯基锡会对睾丸造成不利影响，降低其大小和结构，并降低实验用鼠的生育率。